# Tierientij Malcew
Tierientij Siemionowicz Malcew (ros. Тере́нтий Семёнович Ма́льцев, ur. 29 października?/10 listopada 1895 we wsi Malcewo obecnie w rejonie szadrinskim w obwodzie kurgańskim, zm. 11 sierpnia 1994 tamże) – radziecki selekcjoner roślin, dyrektor szadrinskiej stacji doświadczalnej.

## Życiorys
W latach 1916–1917 brał udział w I wojnie światowej, później do 1921 przebywał w niemieckiej niewoli. Po powrocie do kraju zajął się selekcją roślin, w 1927 zorganizował pole doświadczalne w rodzinnej wsi. W 1939, 1940 i 1941 brał udział we Wszechzwiązkowych Wystawach Rolniczych ZSRR. W 1950 przy kołchozie, w którym pracował, założono stację doświadczalną, której został dyrektorem. W 1956 został akademikiem Wszechzwiązkowej Akademii Nauk Rolniczych im. Lenina (WASCHNIL). Od 1946 do 1962 był deputowanym do Rady Najwyższej ZSRR od 2 do 5 kadencji.

## Odznaczenia
- Medal Sierp i Młot Bohatera Pracy Socjalistycznej (dwukrotnie, 9 listopada 1955 i 6 listopada 1975)
- Order Lenina (sześciokrotnie, 11 maja 1942, 9 listopada 1955, 23 czerwca 1966, 11 grudnia 1973, 6 lutego 1975 i 6 listopada 1985)
- Order Rewolucji Październikowej (8 kwietnia 1971)
- Order Czerwonego Sztandaru Pracy (dwukrotnie, 27 października 1949 i 13 grudnia 1972)
- Nagroda Stalinowska (1946)
- Order „Znak Honoru” (11 stycznia 1957)
- Złoty Medal im. Miczurina (1954)
- Order „Gwiazda Przyjaźni między Narodami” (Wielka Gwiazd) (NRD, 1986)